# 格爾夫鎮區 (北卡羅萊納州查塔姆縣)
格爾夫鎮區（英語：Gulf Township）是位於美國北卡羅萊納州查塔姆縣的一個鎮區。

## 地方資料
格爾夫鎮區的面積為192.17平方千米，皆為陸地。根據2020年美國人口普查的數據，當地共有人口3363人，而人口密度為每平方千米17.5人。